# Kim Sơn
Kim Sơn là một huyện cũ, nằm ở ven biển ở cực nam tỉnh Ninh Bình, Việt Nam.
Huyện cũ Kim Sơn ngày nay là 8 xã Chất Bình, Kim Sơn, Quang Thiện, Phát Diệm, Lai Thành, Định Hóa, Bình Minh, Kim Đông. Kim Sơn trước đây vốn là huyện thuần khiết đồng bằng, được thành lập bởi nhà doanh điền sứ Nguyễn Công Trứ trong công cuộc khai hoang lấn biển cách đây 2 thế kỷ. Vùng đất này được biết đến với vai trò trung tâm của Giáo phận Phát Diệm với rất nhiều nhà thờ Công giáo. 7 xã vùng ven biển của Kim Sơn có những giá trị đa dạng sinh học nổi bật toàn cầu đã được UNESCO công nhận là khu dự trữ sinh quyển thế giới. Kim Sơn còn nổi tiếng với hơn 20 làng nghề cói mỹ nghệ truyền thống và nghề nấu rượu Kim Sơn.

## Địa lý
Huyện Kim Sơn nằm ở phía nam tỉnh Ninh Bình của miền Bắc Việt Nam, nằm cách thành phố Hoa Lư 33 km về phía nam, cách trung tâm thủ đô Hà Nội 126 km theo quốc lộ 10 về phía đông nam, có vị trí địa lý:
- Phía đông giáp huyện Nghĩa Hưng, tỉnh Nam Định qua sông Đáy
- Phía tây giáp huyện Yên Mô và huyện Nga Sơn, tỉnh Thanh Hoá
- Phía nam giáp Biển Đông với chiều dài bờ biển gần 18 km
- Phía bắc giáp huyện Yên Khánh.

Kim Sơn có quốc lộ 10 và quốc lộ 10 mới xuyên ngang huyện; quốc lộ 21B và quốc lộ 12B xuyên dọc huyện kết nối tới thành phố Tam Điệp cùng với đường ven biển Việt Nam đi qua vùng kinh tế ven biển phía Nam.

## Hành chính
Huyện Kim Sơn có 23 đơn vị hành chính cấp xã trực thuộc, bao gồm 2 thị trấn: Phát Diệm (huyện lỵ), Bình Minh và 21 xã: Ân Hòa, Chất Bình, Cồn Thoi, Định Hóa, Đồng Hướng, Hồi Ninh, Hùng Tiến, Kim Chính, Kim Định, Kim Đông, Kim Mỹ, Kim Tân, Kim Trung, Lai Thành, Như Hòa, Quang Thiện, Tân Thành, Thượng Kiệm, Văn Hải, Xuân Chính, Yên Lộc.
Huyện Kim Sơn được chia thành 2 khu vực:
- Khu vực bắc Kim Sơn gồm thị trấn Phát Diệm và 15 xã: Ân Hòa, Chất Bình, Định Hóa, Đồng Hướng, Hồi Ninh, Hùng Tiến, Kim Chính, Kim Định, Lai Thành, Như Hòa, Quang Thiện, Tân Thành, Thượng Kiệm, Xuân Chính, Yên Lộc
- Khu vực nam Kim Sơn gồm thị trấn Bình Minh và 6 xã: Cồn Thoi, Kim Đông, Kim Mỹ, Kim Tân, Kim Trung, Văn Hải.

## Lịch sử
Trước năm 1828, nơi đây còn là một bãi biển hoang vu đầy lau sậy.
Sau khi Dinh điền sứ Nguyễn Công Trứ hoàn thành công cuộc khẩn hoang ngày Bính Thân, tiết Thanh minh, tháng Ba năm Kỷ Sửu, năm Minh Mệnh thứ 10 (1829) tức ngày 5 tháng 4 năm 1829, huyện Kim Sơn đã được Triều đình nhà Nguyễn cho thành lập với 3 lý, 22 ấp, 24 trại và 4 giáp, chia làm 5 tổng (Chất Thành, Hồi Thuần, Quy Hậu, Hướng Đạo, Tự Tân), huyện lỵ đặt ở làng Quy Hậu, xã Hùng Tiến ngày nay.
Kim Sơn là vùng đất nằm giữa hạ lưu hai con sông Càn và sông Đáy, hàng năm tốc độ bồi tụ tiến ra biển từ 80 – 100 m. Chính vì thế mà Kim Sơn gắn với lịch sử của những cuộc chinh phục đất hoang bồi - quai đê lấn biển. Gần 200 năm đã tiến hành quai đê lấn biển 7 lần. Về diện tích hiện nay gấp gần 3 lần so với khi mới thành lập huyện. Các tuyến đê được quai gần đây là đê Bình Minh 1 dài 10 km được đắp từ sau ngày giải phóng Ninh Bình năm 1954, tuyến đê Bình Minh 2 là tuyến đê biển chính của tỉnh quai năm 1980 dài 22,8 km đã được nâng cấp, tuyến đê Bình Minh 3 được đắp từ năm 2000 trở lại đây, có chiều dài 16 km nhưng chưa khép kín. Khoảng 4/5 dân số Kim Sơn có gốc gác từ vùng Trà Lũ, Nam Định.
Kim Sơn là vùng đất mới nên không có nhiều di tích lịch sử ngoài hệ thống dày đặc các nhà thờ Công giáo. Nhà thờ Phát Diệm là một công trình tôn giáo nổi tiếng ở Việt Nam, được công nhận là di tích kiến trúc nghệ thuật cấp quốc gia. Cầu Ngói Phát Diệm là công trình kiến trúc độc đáo được in hình trên tem bưu chính Việt Nam. Văn hóa Kim Sơn mang đặc trưng của vùng đất mới với những người đi khai hoang lấn biển. Tên gọi Kim Sơn có nghĩa là núi vàng, Phát Diệm ý nghĩa là nơi sinh ra cái đẹp.
Huyện Kim Sơn có tỷ lệ người Công giáo chiếm 46%, người Phật giáo chỉ có 6%, tổng có 52% dân số theo 2 đạo chính này. Đây là huyện có tỷ lệ giáo dân lớn nhất so với các đơn vị hành chính cấp huyện ở Việt Nam. Nhiều xã có tỷ lệ giáo dân cao như Kim Mỹ 88%, Xuân Thiện 86%, Cồn Thoi 84%, Văn Hải 84%.
Mặc dù Giáo phận Phát Diệm nằm trên diện tích rộng 1.787 km², bao gồm toàn bộ tỉnh Ninh Bình và vùng phía nam tỉnh Hòa Bình nhưng mật độ giáo dân lại tập trung nhiều ở huyện Kim Sơn với 55% số giáo dân của Giáo phận (Kim Sơn chỉ chiếm 11,6% diện tích giáo phận Phát Diệm nhưng có gần 80.000 giáo dân và 32 giáo xứ với 152 nhà thờ).
Sau năm 1954, huyện Kim Sơn có thị trấn Phát Diệm và 24 xã: Ân Hòa, Chất Binh, Chính Tâm, Cồn Thoi, Định Hóa, Đồng Hướng, Hồi Ninh, Hùng Tiến, Kiến Trung, Kim Định, Kim Đông, Kim Mỹ, Kim Tân, Lai Thành, Lưu Phương, Như Hòa, Quang Thiện, Tân Thành, Thượng Kiệm, Trì Chính, Văn Hải, Xuân Thiện, Yên Lộc, Yên Mật.
Ngày 28 tháng 1 năm 1967, thành lập thị trấn nông trường Bình Minh.

### Từ năm 1975 đến nay
Ngày 27 tháng 4 năm 1977, sáp nhập 9 xã: Khánh Hồng, Khánh Nhạc, Khánh Hội, Khánh Mậu, Khánh Thủy, Khánh Công, Khánh Thành, Khánh Trung, Khánh Cường thuộc huyện Yên Khánh vào huyện Kim Sơn.
Ngày 1 tháng 2 năm 1978, hợp nhất 2 xã Kiến Trung và Trì Chính thành một xã lấy tên xã Kim Chính.
Ngày 27 tháng 3 năm 1978, sáp nhập hai xã Chất Bình và Hồi Ninh thành xã Kim Bình, sáp nhập hai xã Yên Mật và Yên Lạc thành xã Kim Yên, sáp nhập thôn Tuy Lập Hạ và thôn Tuy Lập Thượng của xã Yên Lộc vào xã Lai Thành, sáp nhập thôn Nam Hải của xã Văn Hải vào xã Kim Mỹ.
Ngày 1 tháng 4 năm 1986, thành lập một xã lấy tên là xã Kim Hải thuộc vùng kinh tế mới.
Ngày 12 tháng 3 năm 1987, giải thể thị trấn nông trường Bình Minh để thành lập thị trấn Bình Minh.
Ngày 23 tháng 11 năm 1993, Chính phủ ban hành Nghị định số 88-CP về việc thành lập xã Kim Trung trên cơ sở 500 ha diện tích tự nhiên với 2.170 nhân khẩu thuộc khu vực Cồn Thoi, các xã Kim Bình, Kim Yên chia lại thành các xã như cũ.
Ngày 4 tháng 7 năm 1994, tách 9 xã: Khánh Hồng, Khánh Nhạc, Khánh Hội, Khánh Mậu, Khánh Thủy, Khánh Công, Khánh Thành, Khánh Trung, Khánh Cường để tái lập huyện Yên Khánh.
Ngày 10 tháng 1 năm 2020, Ủy ban Thường vụ Quốc hội ban hành Nghị quyết số 861/NQ-UBTVQH14 về việc sắp xếp các đơn vị hành chính cấp xã thuộc tỉnh Ninh Bình (nghị quyết có hiệu lực từ ngày 1 tháng 2 năm 2020). Theo đó:
- Sáp nhập xã Xuân Thiện và xã Chính Tâm thành xã Xuân Chính
- Giải thể xã Yên Mật, địa bàn sáp nhập vào các xã Kim Chính và Như Hòa.

Ngày 10 tháng 12 năm 2024, Ủy ban Thường vụ Quốc hội ban hành Nghị quyết số 1318/NQ-UBTVQH15 về việc sắp xếp đơn vị hành chính cấp huyện, cấp xã của tỉnh Ninh Bình giai đoạn 2023 – 2025 (nghị quyết có hiệu lực từ ngày 1 tháng 1 năm 2025). Theo đó:
- Sáp nhập xã Lưu Phương vào thị trấn Phát Diệm.
- Sáp nhập xã Kim Hải và khu vực Đơn vị quân đội 1080 thuộc Quân đoàn 12 vào thị trấn Bình Minh.

Huyện Kim Sơn có 2 thị trấn và 21 xã như hiện nay.

## Kinh tế

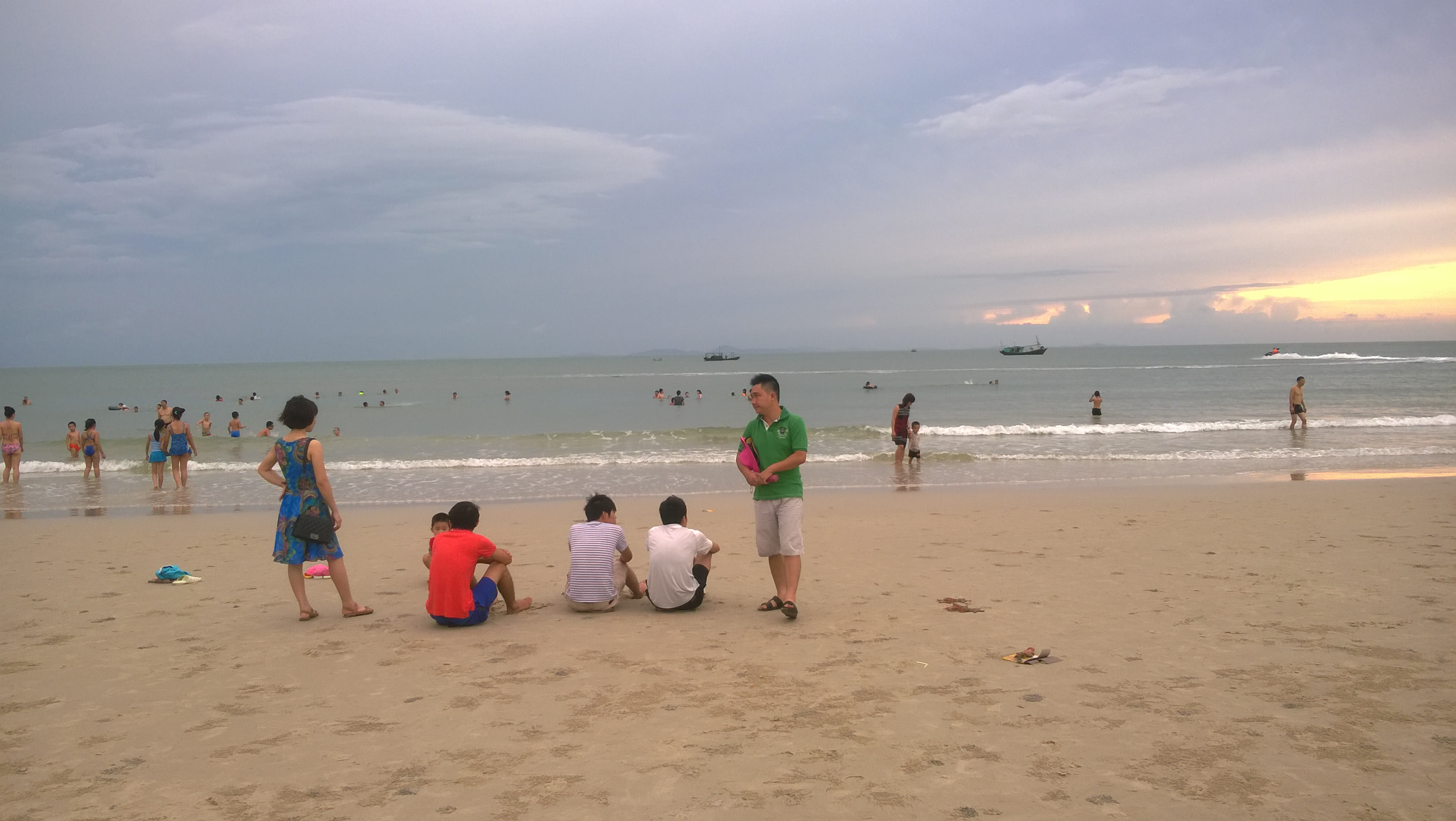
Hoạt động tắm biển ở cồn Nổi

Xưa Kim Sơn cùng với Hải Hậu (Nam Định) và Tiền Hải (Thái Bình) là những vùng đất đạt năng suất lúa 5 tấn/ha đầu tiên ở Việt Nam. Nền kinh tế của huyện Kim Sơn có 3 thế mạnh: Kinh tế nông nghiệp giữ vị trí quan trọng, chiếm gần 1/3 tổng sản lượng lúa của tỉnh Ninh Bình; Ngành thủ công nghiệp truyền thống sản xuất hàng chiếu cói, có giá trị hàng hóa lớn và Khu kinh tế biển Kim Sơn đã và đang được đầu tư khai thác có tiềm năng để phát triển trung tâm thủy sản và du lịch phong phú và đa dạng.
Kim Sơn có Chợ Nam Dân ở thị trấn Phát Diệm được Bộ Công thương quy hoạch thành chợ đầu mối tổng hợp hạng 1, ngoài ra có các chợ sau là được xếp hạng chợ loại 2, 3 ở Ninh Bình: Chợ Cách Tâm - xã Chính Tâm, Chợ Chất Bình - xã Chất Bình, Chợ Cồn Thoi - xóm 5 - xã Cồn Thoi, Chợ Kim Đông - xóm 4 - xã Kim Đông, Chợ Kim Mỹ - xóm 3 - xã Kim Mỹ, Chợ Lưu Phương - xóm 8 - thị trấn Phát Diệm, Chợ Quang Thiện - xóm 12 - xã Quang Thiện, Chợ Quy Hậu - xã Hùng Tiến, Chợ Văn Hải - xóm Động Thổ - xã Văn Hải, Chợ Yên Lộc - xóm 7 - xã Yên Lộc.

### Các vùng kinh tế
Kim Sơn hình thành 2 vùng địa lý kinh tế:
- Các xã khu vực phía nam (trung tâm là thị trấn Bình Minh) nằm ở ven biển có thế mạnh về khai thác và nuôi trồng thủy hải sản đặc biệt là tôm, ghẹ, sò, cua v.v... Tại đây nổi tiếng với nghề trồng cói. Phía nam Kim Sơn có vùng ven biển rộng gần 6.000 ha đã được UNESCO công nhận là khu dự trữ sinh quyển thế giới, nơi đây chứa đựng nhiều tiềm năng về thủy sản và du lịch.
- Các xã phía bắc (trung tâm là thị trấn Phát Diệm) thuộc khu vực phù sa bồi đắp đất đai màu mỡ là vựa lúa của tỉnh. Tại đây còn phát triển nghề thủ công truyền thống là nghề cói. Năm 2008 Kim Sơn có 7 làng nghề được công nhận là làng nghề truyền thống chiếu cói, đó là: Làng nghề Trì Chính, Kiến Thái, Thủ Trung (xã Kim Chính), Đồng Đắc, Hướng Đạo (xã Đồng Hướng) và Ninh Mật, Yên Thổ (xã Yên Mật)[16].

Hiện Ninh Bình đang có dự kiến thành lập khu kinh tế Kim Sơn tại vùng biển bãi ngang - cồn nổi và 7 xã ven biển Kim Sơn.
Năm 2010 tốc độ tăng trưởng kinh tế của huyện đạt 13,05%, giá trị CNTTCN –xây dựng đạt 1.255 tỷ đồng giá trị sản xuất nông lâm, ngư nghiệp đạt 1.204 tỷ đồng, giá trị thương mại, dịch vụ đạt 742 tỷ đồng.

### Công nghiệp - TTCN
Việc trồng và chế biến cói ở Kim Sơn vẫn giữ vai trò chủ lực. Các doanh nghiệp sản xuất, kinh doanh hàng thủ công mỹ nghệ xuất khẩu hàng năm đạt 5 - 10 triệu USD.
Kim Sơn có 20 làng nghề cói được tỉnh Ninh Bình cấp bằng công nhận làng nghề với hơn 5.000 doanh nghiệp, cơ sở và hộ cá thể tham gia trồng, chế biến cói. Mỗi năm, doanh thu từ chế biến cói đạt trên 200 tỷ đồng. Nghề trồng, chế biến cói đã góp phần giải quyết việc làm, tăng thu nhập cho 23.250 lao động. Năm 2006, diện tích cói của Kim Sơn đạt 409 ha và đến cuối năm 2007 đạt 474 ha; trong đó diện tích khôi phục và trồng mới là 153,8 ha. Diện tích cói được trồng tập trung ở Công ty nông nghiệp Bình Minh và 13 xã trong huyện. Tỷ trọng giá trị sản phẩm CN- TTCN trong cơ cấu kinh tế chung đến năm 2010 đạt 39%. Đến năm 2010 có 15- 20 làng nghề được tỉnh cấp bằng công nhận làng nghề, thu hút trên 80% số lao động nông nhàn vào sản xuất TTCN.

### Nuôi trồng thủy sản
Năm 2007, Tổng diện tích nuôi thủy sản cả huyện đạt 2.916 ha, trong đó nuôi trồng thủy sản ven biển đạt 2.064 ha, vùng Cồn Nổi 210 ha. Sản lượng tôm sú 1.050 tấn, cua biển 1.000 tấn, tôm rảo 280 tấn và ngao 120 tấn. Sản xuất nông nghiệp của huyện đạt tốc độ tăng trưởng 90%, vượt 2,9% so với năm 2006. Tới năm 2010, Tổng diện tích nuôi thủy sản cả huyện đạt 3.733 ha

### Quai đê lấn biển
1. Đê Đường Quan: được đắp năm 1830, là tuyến đê đầu tiên trong lịch sử quay đê, lấn biển tạo lập huyện Kim Sơn. Đường Quan là ranh giới của Kim Sơn với Yên Khánh.
2. Đê Hồng Ân: được đắp năm 1899, nằm bên sông Ân nối sông Càn và sông Đáy. Nơi đây trở thành trục giao thông ngang quan trọng của huyện Kim Sơn. Một phần của đê là tuyến quốc lộ 10 đoạn qua Kim Sơn.
3. Đê Hoành Trực: được đắp xong năm 1927 cùng với hình thành sông Hoành Trực.
4. Đê Văn Hải: còn gọi là đê Tùng Thiện, được đắp xong năm 1934 cùng với hình thành hạ lưu sông Cà Mau.
5. Đê Cồn Thoi: được đắp xong năm 1945.
6. Tuyến đê biển Bình Minh 1: đắp xong năm 1959, dài gần 8 km, được nâng cấp hoàn thiện với bề rộng mặt đê là 7 m, cao trình + 3,5 m, mái đê trồng cỏ chống xói mòn, sạt lở. Sau đó rải đá cấp phối mặt đê rồi cứng hóa bằng bê-tông dày 25 cm, rộng 6 m và xây dựng hệ thống gờ chắn sóng.[19]
7. Tuyến đê Bình Minh 2: đắp xong năm 1982, có chiều dài hơn 9 km được khoan phụt vữa, gia cố thân đê, mặt đê rộng 7 m, bảo đảm cao trình đỉnh đê +4 m, trong đó đổ bê-tông rộng 6 m, mái đê phía giáp sông kè bảo vệ bằng đá lát dày 30 cm, mái đê phía trong đồng thì trồng cỏ chống xói mòn và tạo cảnh quan môi trường.
8. Tuyến đê Bình Minh 3: đắp xong năm 2008 hiện đã hàn khẩu xong. Là ranh giới giữa các xã bãi ngang với vùng bãi bồi, rừng ngập mặn Kim Sơn.
9. Tuyến đê biển Bình Minh 4 được được thực hiện dự kiến sẽ có chiều dài 17 km. Tường chắn sóng phía biển, cao trình đỉnh (+5,50 m), kết cấu tường bằng bê tông cốt thép M250. Mặt đê kết hợp là đường giao thông đường bộ. Đồng thời, xây dựng 7 cống trên đê Bình Minh 4 đấu trục thẳng với các cống trên đê Bình Minh 3 và 24 cống trên đường thi công, đáp ứng việc nuôi trồng thủy sản. Dự án có tổng mức đầu tư dự kiến 1.150 tỷ đồng.[20]

## Dân số
Huyện có diện tích 239,78 km², dân số năm 2021 là 187.951 người, mật độ dân số đạt 784 người/km².
Huyện có diện tích 215,71 km², dân số năm 2019 là 182.942 người, mật độ dân số đạt 848 người/km². Huyện có 49% dân số theo đạo Thiên Chúa.
Huyện Kim Sơn có tổng diện tích tự nhiên là 239,78 km², trong đó: 166,18 km² diện tích tự nhiên thuộc địa giới hành chính cấp xã và 73,6 km² diện tích tự nhiên thuộc vùng Bãi bồi ven biển (đã bao gồm cả diện tích tự nhiên của Khu vực Đơn vị 1080 thuộc Quân đoàn I cũ; của Khu vực Lữ đoàn Công binh 279 thuộc Bộ Tư lệnh công binh cũ và Trận địa pháo thuộc Bộ Chỉ huy quân sự tỉnh Ninh Bình quản lý). Quy mô dân số huyện Kim Sơn đến ngày 31/12/2022 là 191.897 người. Mật độ dân số đạt 800 người/km².

## Văn hóa - du lịch

### Đặc sản Kim Sơn
- Rượu Kim Sơn là một đặc sản tiêu biểu của địa phương, được coi là một trong những loại rượu ngon nhất Việt Nam. Rượu Kim Sơn được đưa vào nghị quyết phát triển du lịch của tỉnh cùng với các đặc sản khác của Ninh Bình như cá rô Tổng Trường, dứa Đồng Giao, dê núi, cơm cháy, gỏi cá mè,...
- Miến lươn là một loại đặc sản khá thông dụng của người dân vùng biển. Miến lươn Phát Diệm và Bình Minh là những địa chỉ được coi là độc đáo vì được phục vụ khách du lịch.
- Các đặc sản khác có thế mạnh phát triển tại vùng biển được UNESCO công nhận là khu dự trữ sinh quyển thế giới như hải sản, cói, gạo, bún mọc,...

### Nhà thờ Phát Diệm
Nhà thờ Phát Diệm là một quần thể công trình kiến trúc đá và gỗ nổi tiếng xây dựng từ năm 1875 đến năm 1899 (24 năm thì hoàn thành). Đây là một điểm đến quan trọng trong các tour du lịch Ninh Bình. Các di tích quốc gia khác được công nhận ở Kim Sơn như đền thờ Nguyễn Công Trứ nằm bên quốc lộ 10 thuộc xã Quang Thiện; chùa Đồng Đắc, đình Thượng Kiệm, đền Chất Thành, miếu, chùa Lạc Thiện và đền Như Độ.

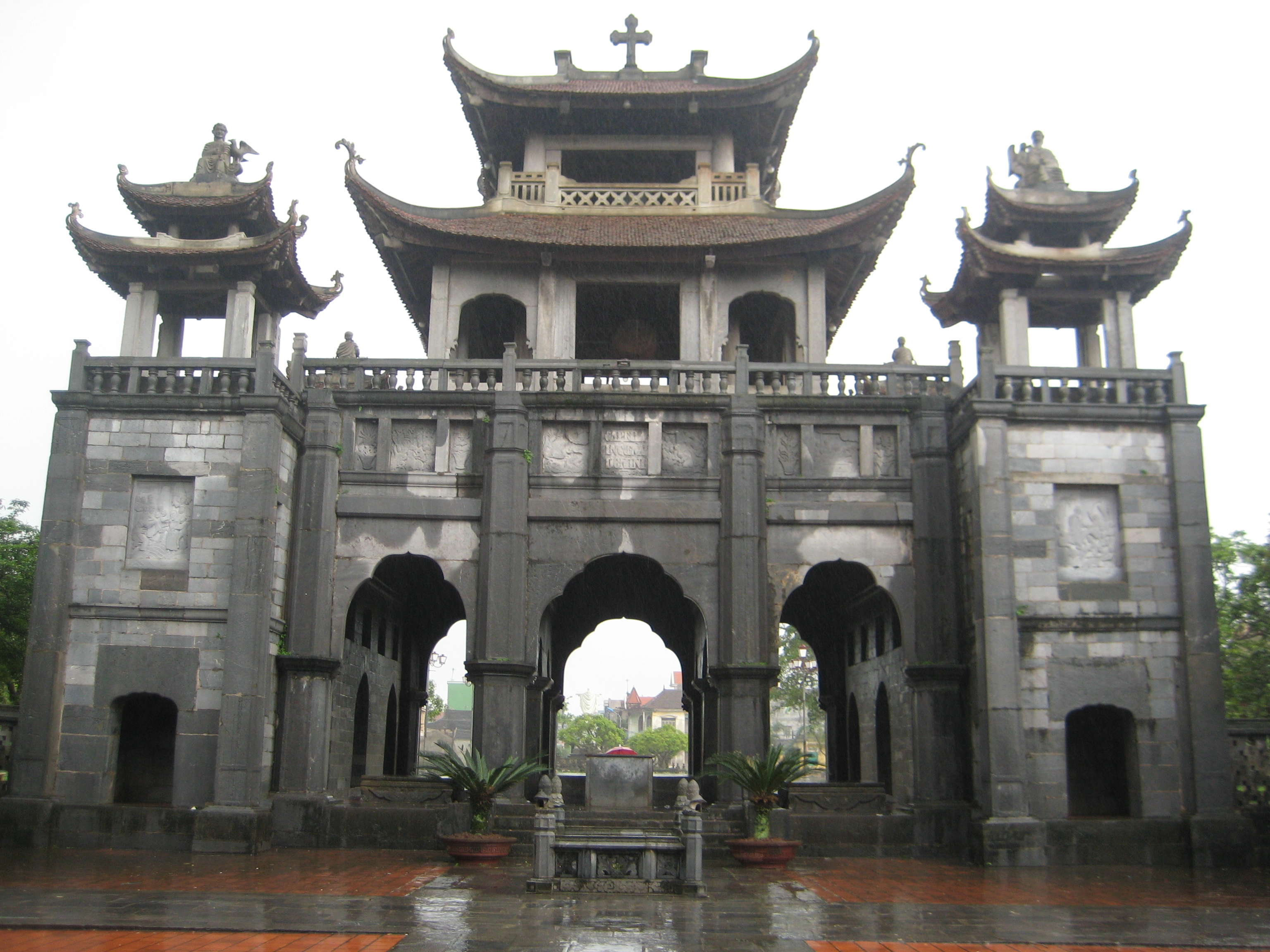
Kiến trúc đá của Phương đình
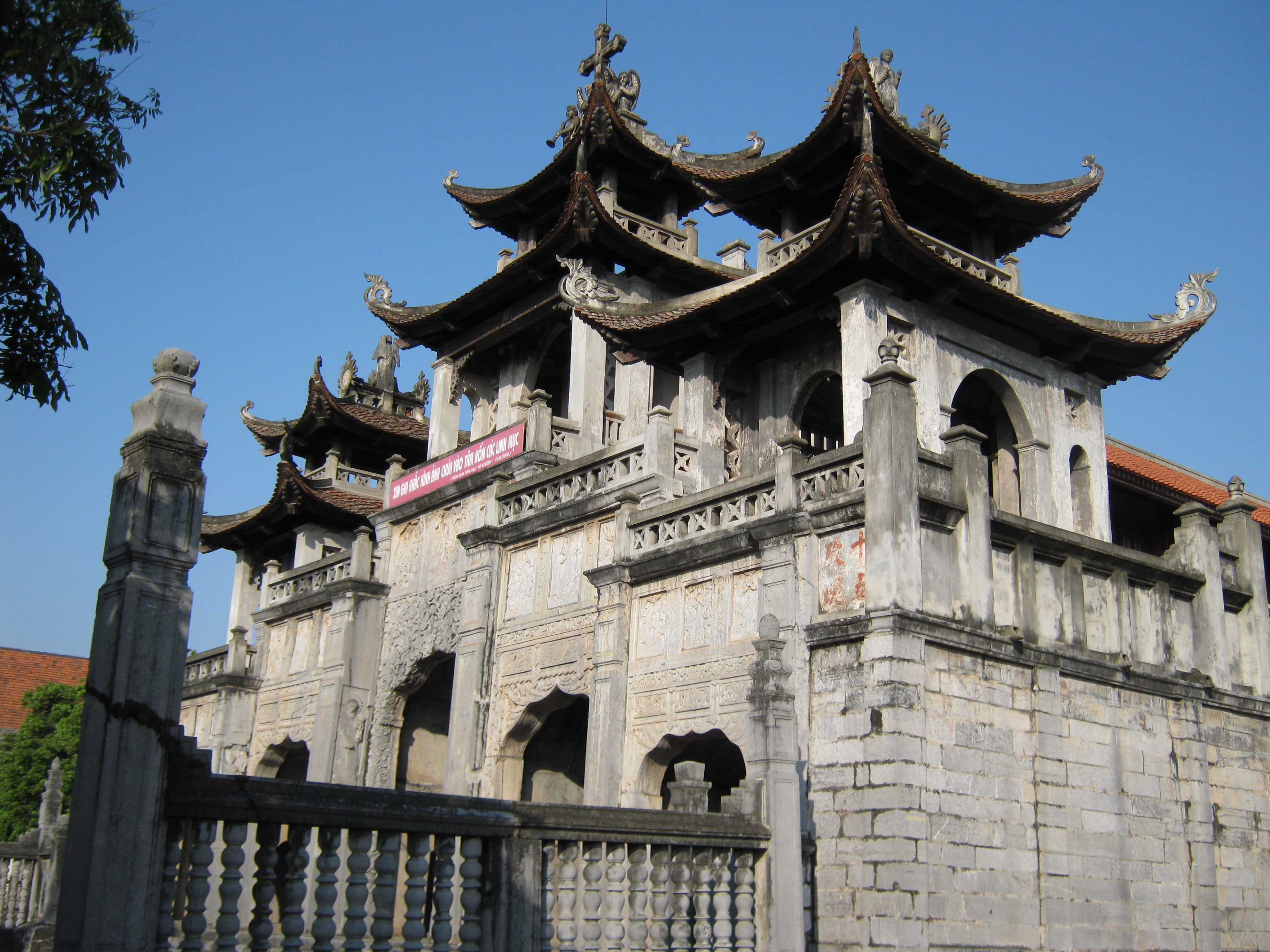
Nhà thờ chính tòa Phát Diệm
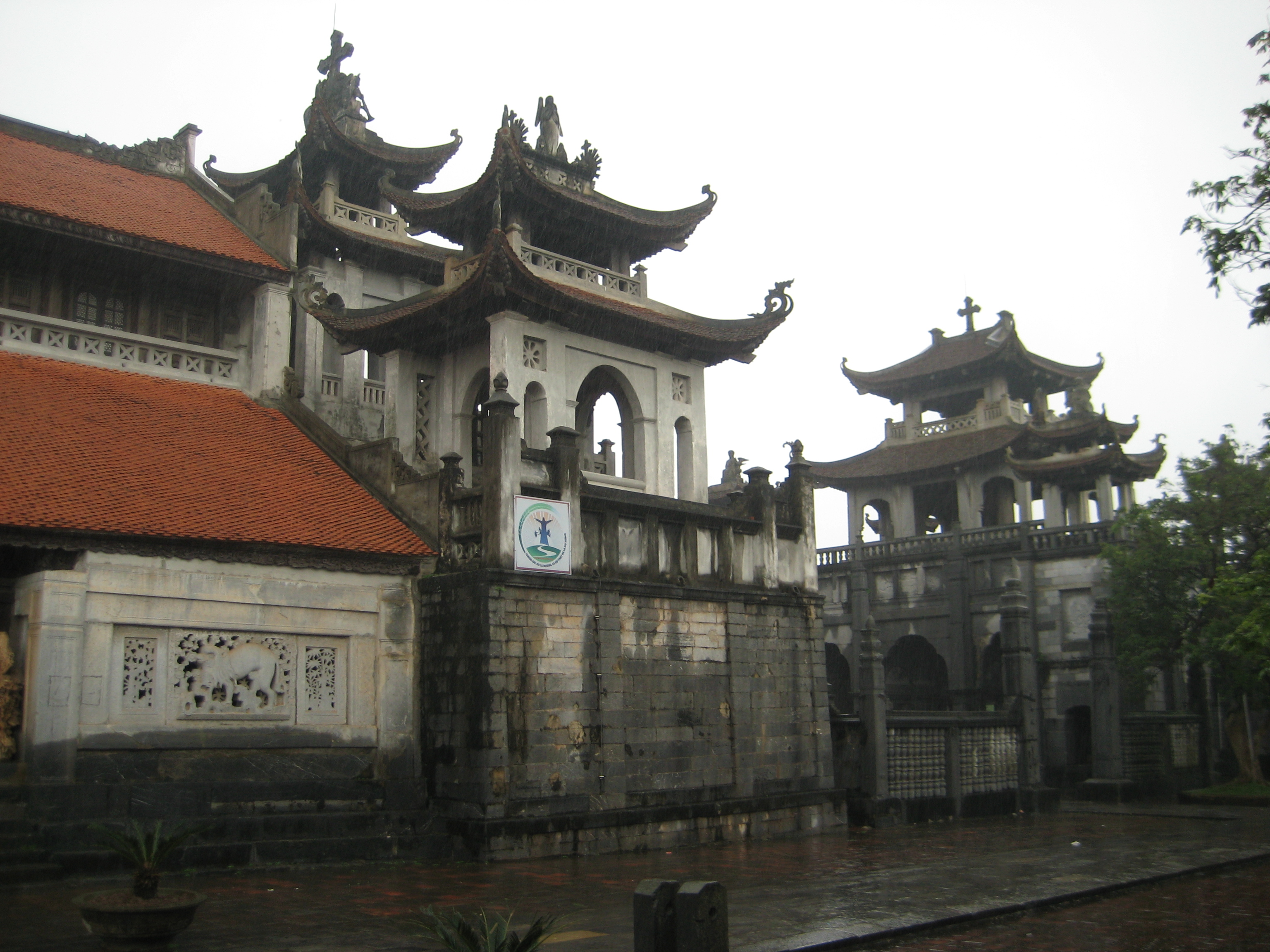
Nhà thờ và phương đình
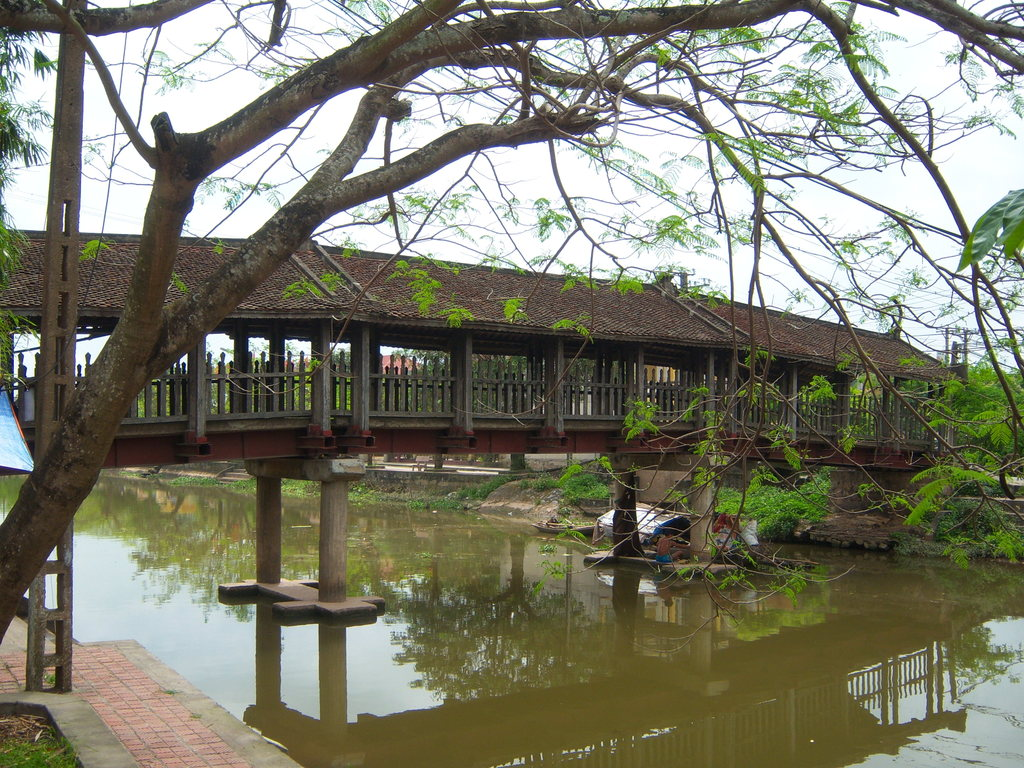
Cầu ngói

### Cầu ngói Kim Sơn
Cầu ngói Kim Sơn gồm 3 cầu mái ngói mang dáng dấp đình làng, có kiến trúc "thượng đình hạ kiều" (tức phía trên là đình, phía dưới là cầu) bắc qua sông Ân và đều nối từ quốc lộ 10 cũ với các tuyến đường thông ra đê sông Đáy. Đó là cầu ngói Phát Diệm, cầu ngói Lưu Quang và cầu ngói Hòa Bình. Ba cây cầu ngói này làm cho huyện Kim Sơn có nét đặc trưng khác biệt so với các nơi khác ở vùng châu thổ sông Hồng vì là nơi có nhiều cầu ngói nhất ở Việt Nam.
Cầu ngói Phát Diệm là một trong những công trình cầu ngói độc đáo nhất ở Việt Nam, hình ảnh cầu đã được in trên tem bưu chính Việt Nam. Cầu nằm bắc qua sông Ân ở trung tâm thị trấn Phát Diệm. So với 5 cây cầu ngói cổ hiện còn lại ở Việt Nam, cầu ngói Phát Diệm có chiều dài khá lớn, 36 m, chia thành 3 nhịp, mỗi nhịp có 4 gian. Hai bên thân cầu ngói Phát Diệm có hai dãy lan can và cột đều bằng gỗ lim. Trên cầu là mái che cầu phong li tô, lợp ngói đỏ cổ truyền của vùng đồng bằng Bắc Bộ. Lối đi hai đầu cầu có các bậc tam cấp. So với chùa Cầu Hội An và cầu ngói Thanh Toàn, cầu ngói Phát Diệm có dáng vẻ nhẹ nhàng và thanh thoát, thể hiện tài năng sáng tạo đặc biệt. Đây được đánh giá là cây cầu hiếm và có giá trị nghệ thuật cao nhất trong các loại cầu cổ ở Việt Nam. Cầu vừa có chức năng giao thông, vừa là một mái đình cổ kính, hơn nữa lại là điểm dừng chân tránh mưa nắng, nơi đôi lứa hẹn hò.
Cầu ngói Hòa Bình thuộc thôn Tuần Lễ, xã Như Hòa, huyện Kim Sơn. Cầu Hòa Bình với thân, lan can và trụ cầu có kiến trúc đá xanh nguyên khối thêm phần mái trên cầu. Mái nhà được ốp ngói mũi hài loại nhỏ. Các hoa văn họa tiết trên mái nhà và dầm nhà được làm theo hình dáng kiến trúc hài hòa đậm nét văn hóa Á Đông. Cầu là nơi nghỉ ngơi hóng mát cho người dân và du khách khi về đất này.
Cầu ngói Lưu Quang nằm giữa 2 cầu ngói trên, thuộc xã Quang Thiện cũng là dạng cầu đá xanh nguyên khối. Khác với 2 cầu ngói kia, cầu ngói Lưu Quang là cầu bằng, có mái thẳng, hệ thống lan can, cột và kèo bằng gỗ lim. Trên mái ngói không đắp rồng lượn như cầu Hòa Bình.
Dân gian có câu "cầu Nam, chùa Bắc, đình Đoài" để ca ngợi vẻ đẹp kiến trúc những cây cầu cổ ở xứ Sơn Nam, trong đó có cầu ngói Phát Diệm, cầu ngói Lưu Quang, cầu ngói Hòa Bình ở Kim Sơn, cầu Trà Là, cầu Ninh Bình ở thành phố Ninh Bình và cầu Đông ở cố đô Hoa Lư.

### Di tích đền thờ Triệu Quang Phục
Triệu Việt Vương (tên thật là Triệu Quang Phục), là một vị vua Việt Nam cai trị từ năm 548 đến năm 571. Ông có công kế tục Lý Nam Đế đánh đuổi quân xâm lược nhà Lương, giữ nền độc lập cho nước Vạn Xuân. Năm 571, ông bị Lý Phật Tử đánh úp và thua trận. Ông tự tử ở cửa sông Đáy, ngày nay vùng này là các huyện Yên Khánh, Kim Sơn, Nghĩa Hưng.
Ninh Bình hiện là tỉnh có nhiều đền thờ Triệu Việt Vương nhất, đặc biệt các đền thờ tập trung ở 2 huyện ven biển Kim Sơn và Yên Khánh. Huyện Kim Sơn nay nằm ở cửa sông Đáy, có rất nhiều đền thờ Triệu Việt Vương như: đình Chất Thành (Chất Bình), đình làng Kiến Thái (Kim Chính), miếu Thượng (Thượng Kiệm), đền Ứng Luật (Quang Thiện), đình làng Chỉ Thiện (Xuân Chính),...

### Bãi Ngang - Cồn Nổi
Kim Sơn có 18 km bờ biển nằm giữa hai cửa sông lớn là sông Đáy và sông Càn với những biến đổi kiến tạo địa chất diễn ra mạnh mẽ. Toàn bộ khu vực bãi ngang gồm thị trấn Bình Minh, các xã: Kim Đông, Kim Hải, Kim Trung, đảo Cồn Nổi và vùng biển Ninh Bình đã được UNESCO công nhận là khu dự trữ sinh quyển thế giới. Tại đây thiên nhiên, sự sống còn đa dạng và hoang sơ, thuận lợi phát triển loại hình du lịch sinh thái đồng quê. Thắng cảnh khu vực ven biển Kim Sơn nằm trong quy hoạch du lịch của tỉnh Ninh Bình bao gồm bãi biển, rừng phòng hộ, các đảo Cồn Nổi, Cồn Mờ, cửa sông Đáy, cảnh quan đê biển, khu vực nuôi trồng và khai thác thủy hải sản...
Vùng Bãi Ngang - Kim Sơn có tiềm năng rất lớn về du lịch sinh thái đồng quê, tham quan và tìm hiểu về thế giới tự nhiên. Là nơi cư trú của những loài chim, có khoảng 200 loài chim, trong đó có gần 60 loài chim di cư, hơn 50 loài chim nước. Nhiều loài quý hiếm được ghi trong sách đỏ thế giới như: mòng bể, cò mỏ thìa, cò trắng bắc,... Sinh cảnh đặc sắc nơi đây là những cánh rừng ngập mặn rộng hàng ngàn ha, đầm lầy mặn, bãi bồi ven biển và cửa sông. Những cánh rừng này được ví như bức tường xanh bảo vệ đê biển, làng xóm khỏi bị tàn phá bởi gió bão, nước biển dâng, và cả thảm hoạ sóng thần nếu xảy ra.
Thông tin quy hoạch về Khu du lịch Cồn Nổi
Cồn Nổi - Kim Sơn có diện tích gần 1000 ha, nằm cách bờ biển Ninh Bình 8 km. Cồn được phát hiện năm 2003 bởi một thủy thủy tên Trần Văn Thông - người Ninh Bình, khi tàu của ông bị mắc cạn nơi đây. Ngay sau đó, ông đề xuất với địa phương xin được thực hiện dự án trồng phi lao chắn sóng và nuôi trồng thủy sản tại đây. Đảo Cồn Mờ cũng nằm trong hải phận tỉnh Ninh Bình, cách bờ biển Kim Sơn khoảng 5 km, về phía Đông Đông Nam, có diện tích xấp xỉ 3 km² đã và đang được khai thác để trồng rừng ngập mặn trên đảo và rừng chắn sóng xung quanh.

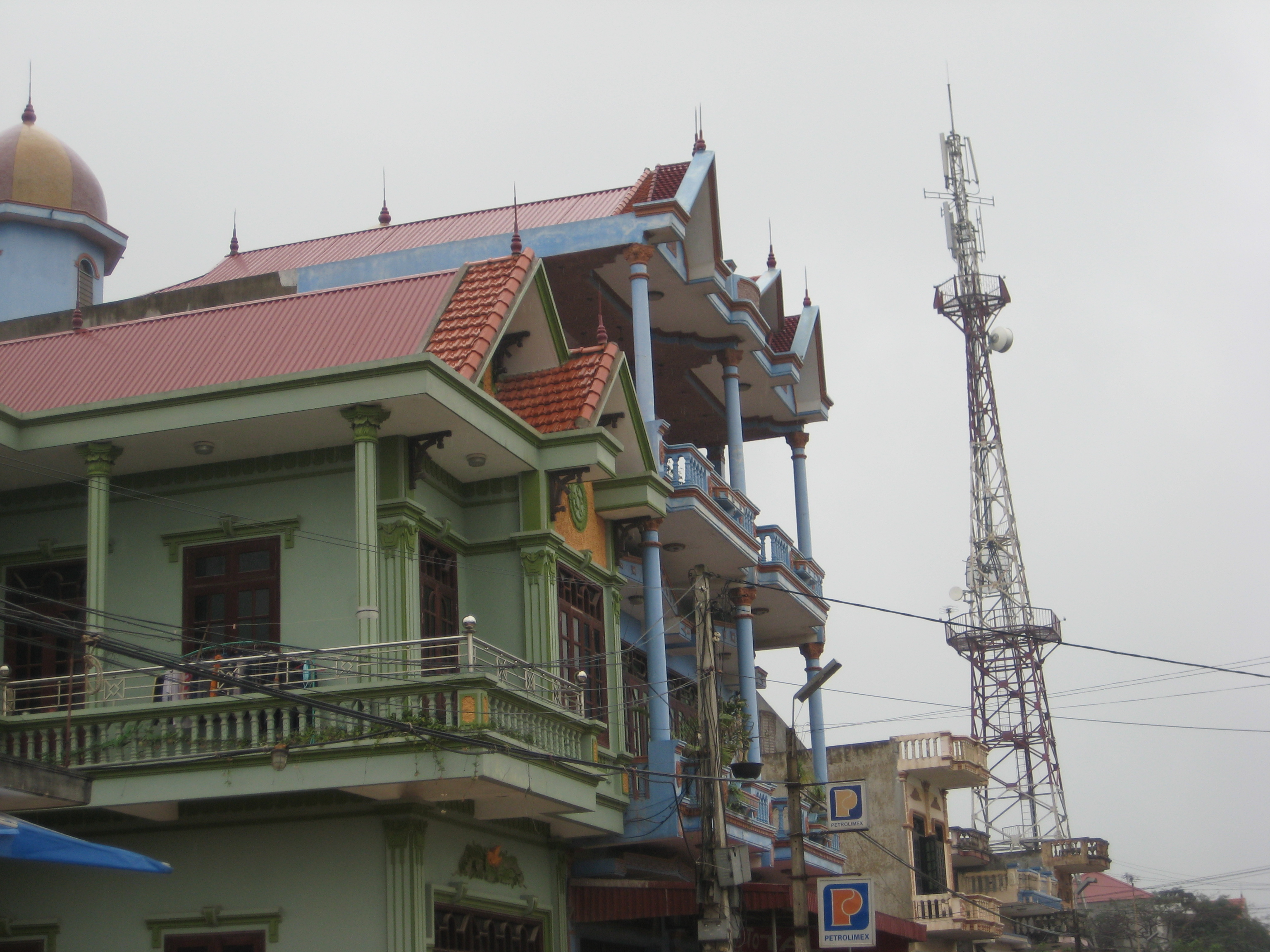
Thị trấn Bình Minh
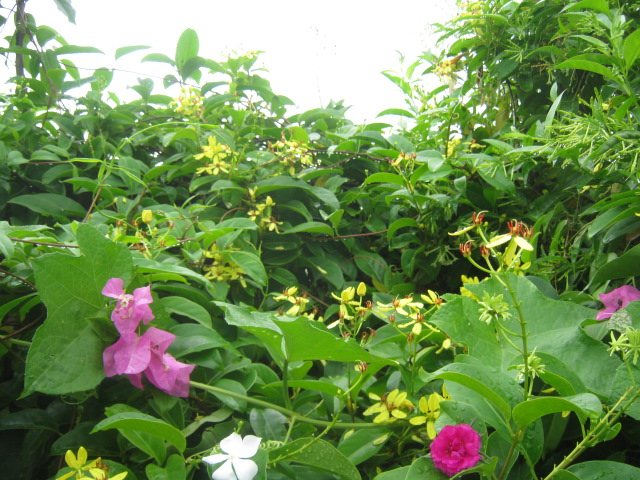
Rừng ngập mặn Kim Sơn
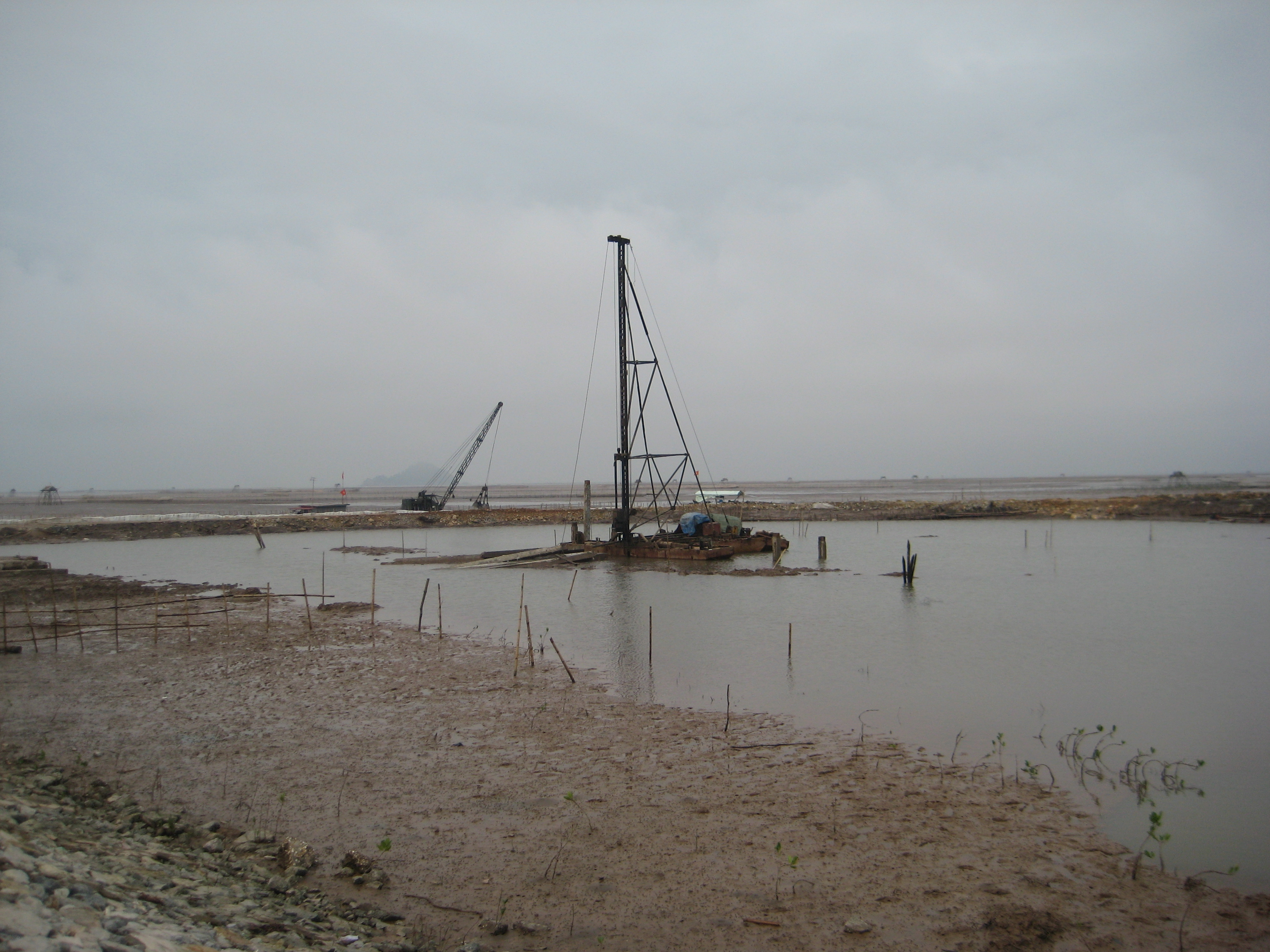
Quai đê lấn biển
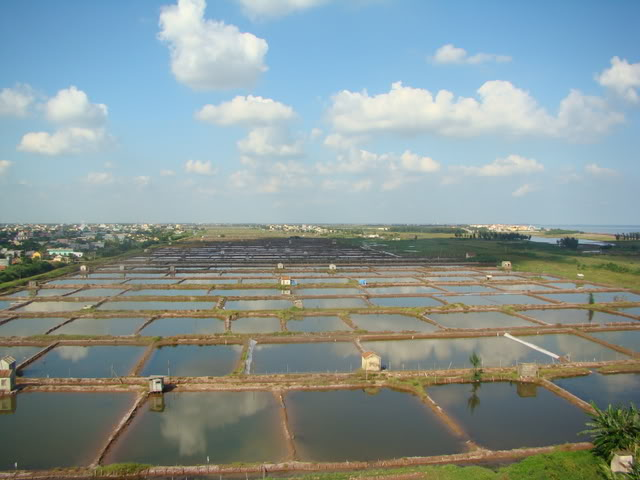
Những đầm tôm

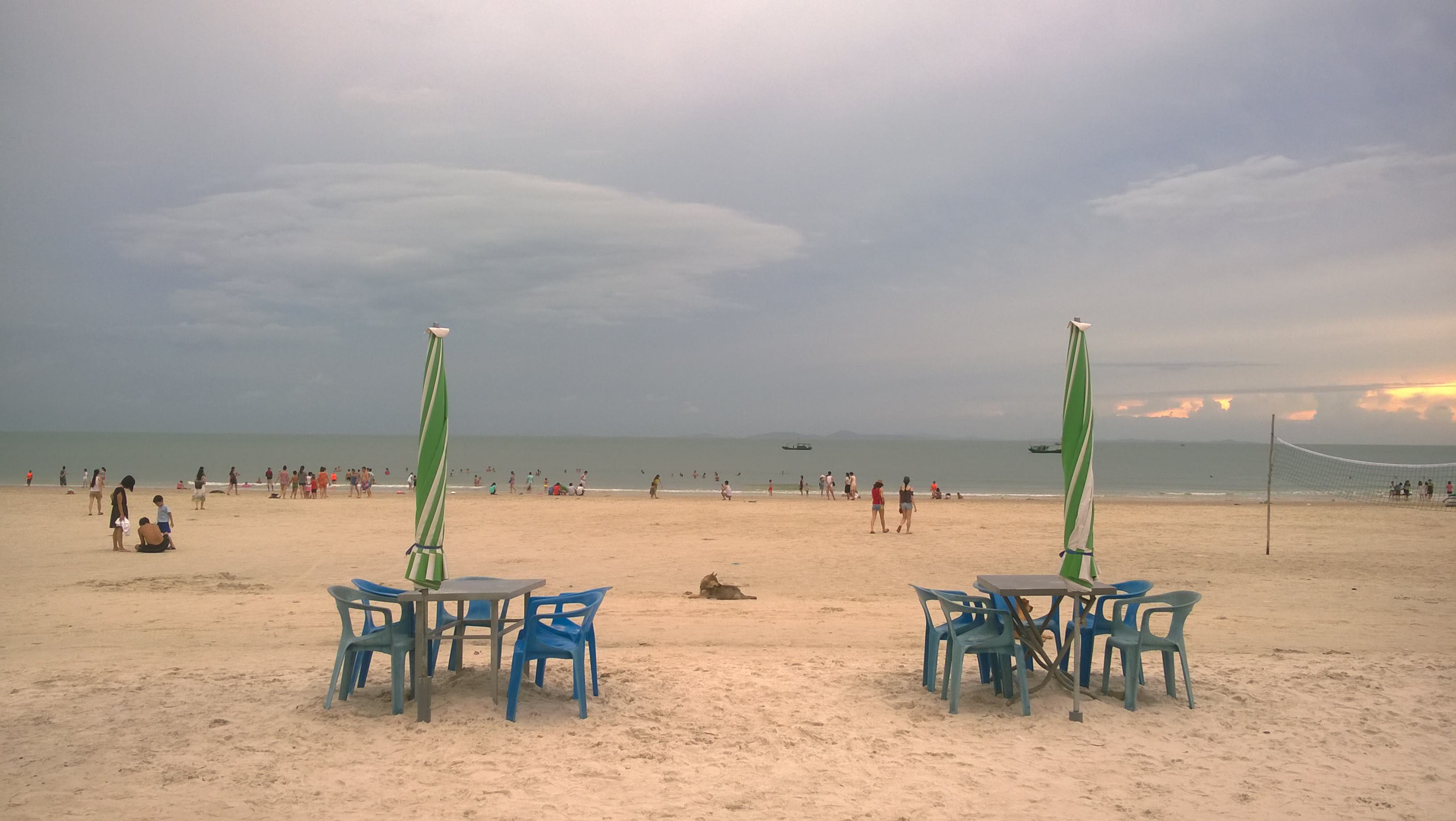
Cồn Nổi
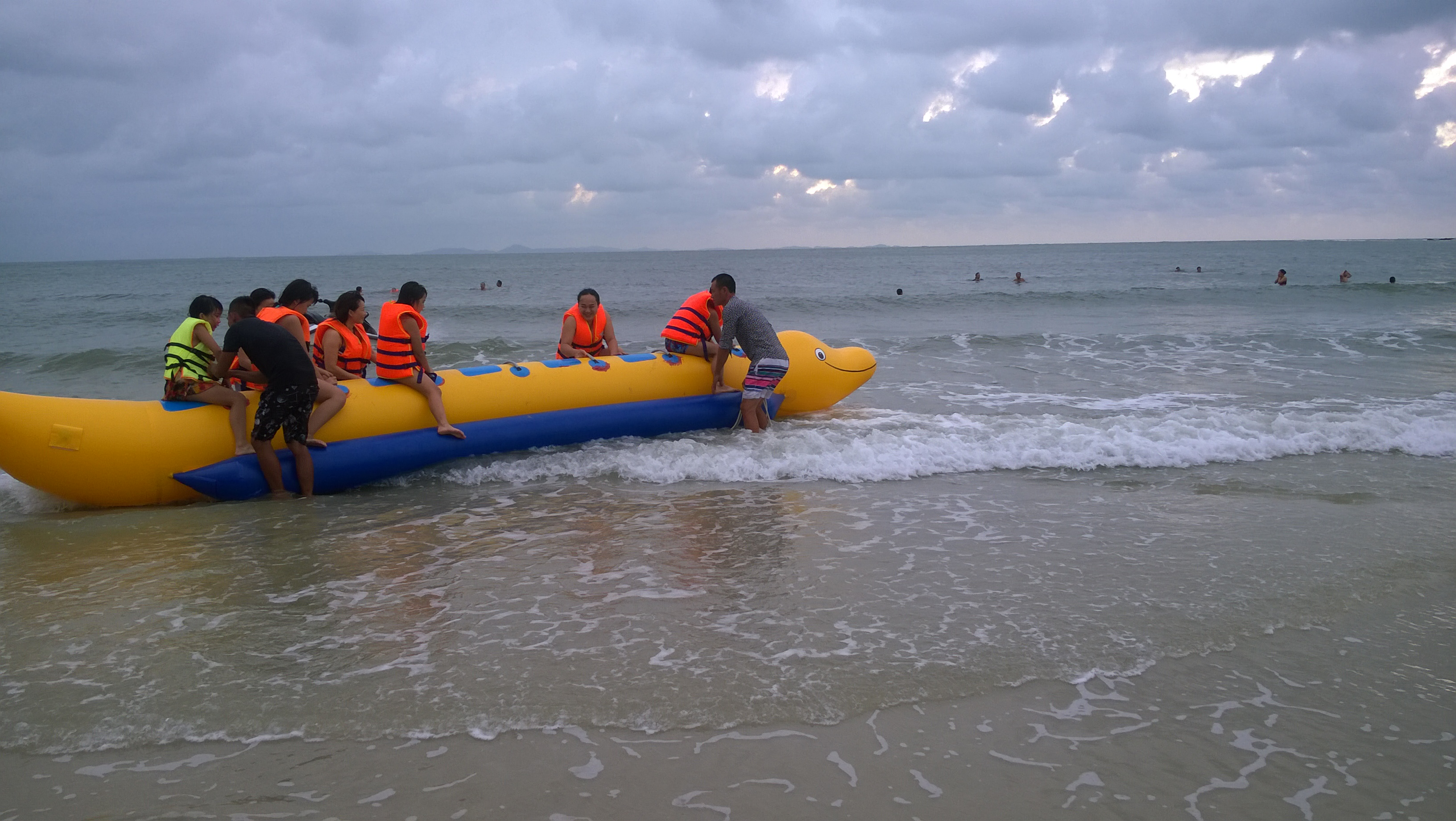
Cồn Nổi
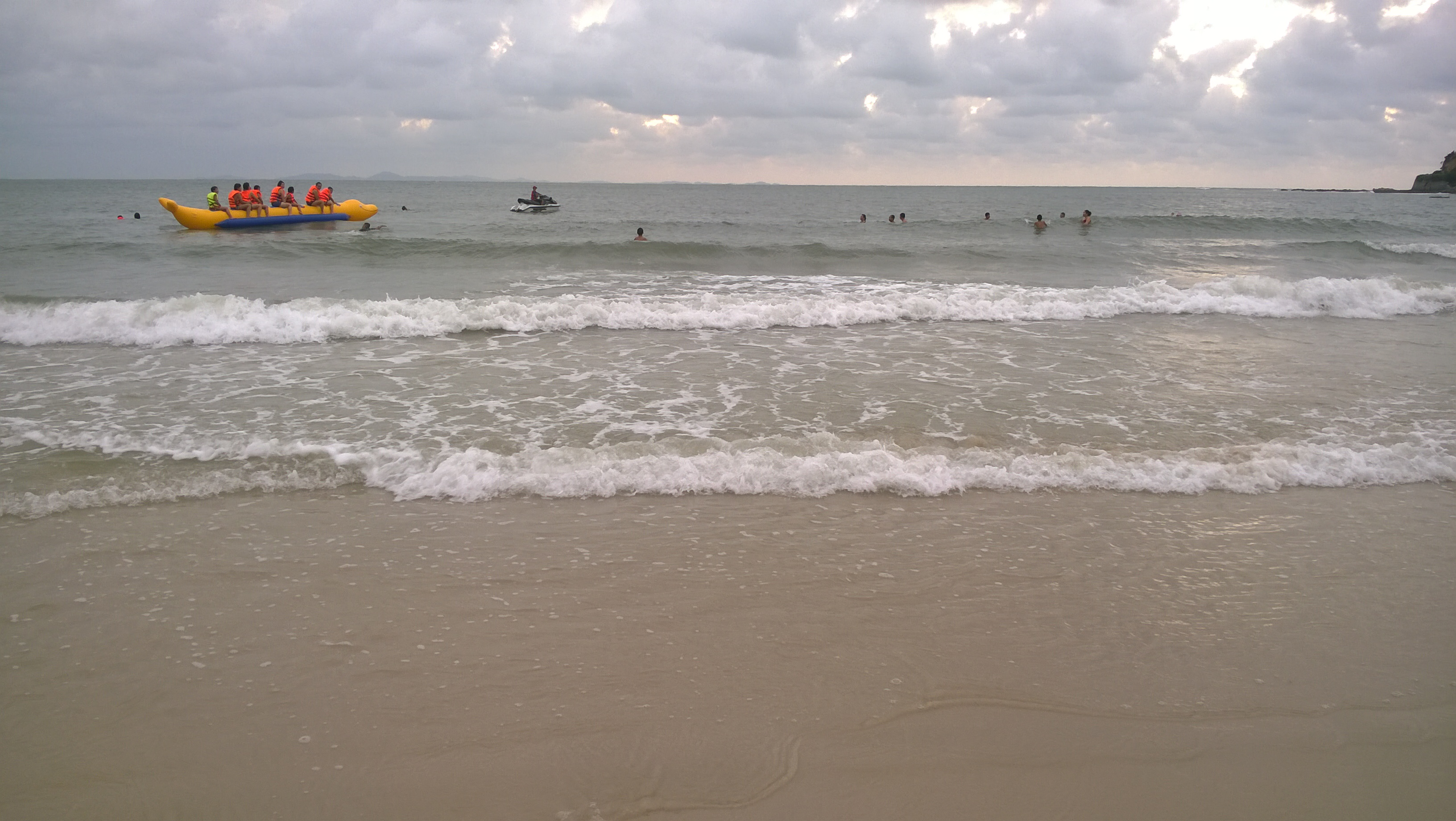
Cồn Nổi
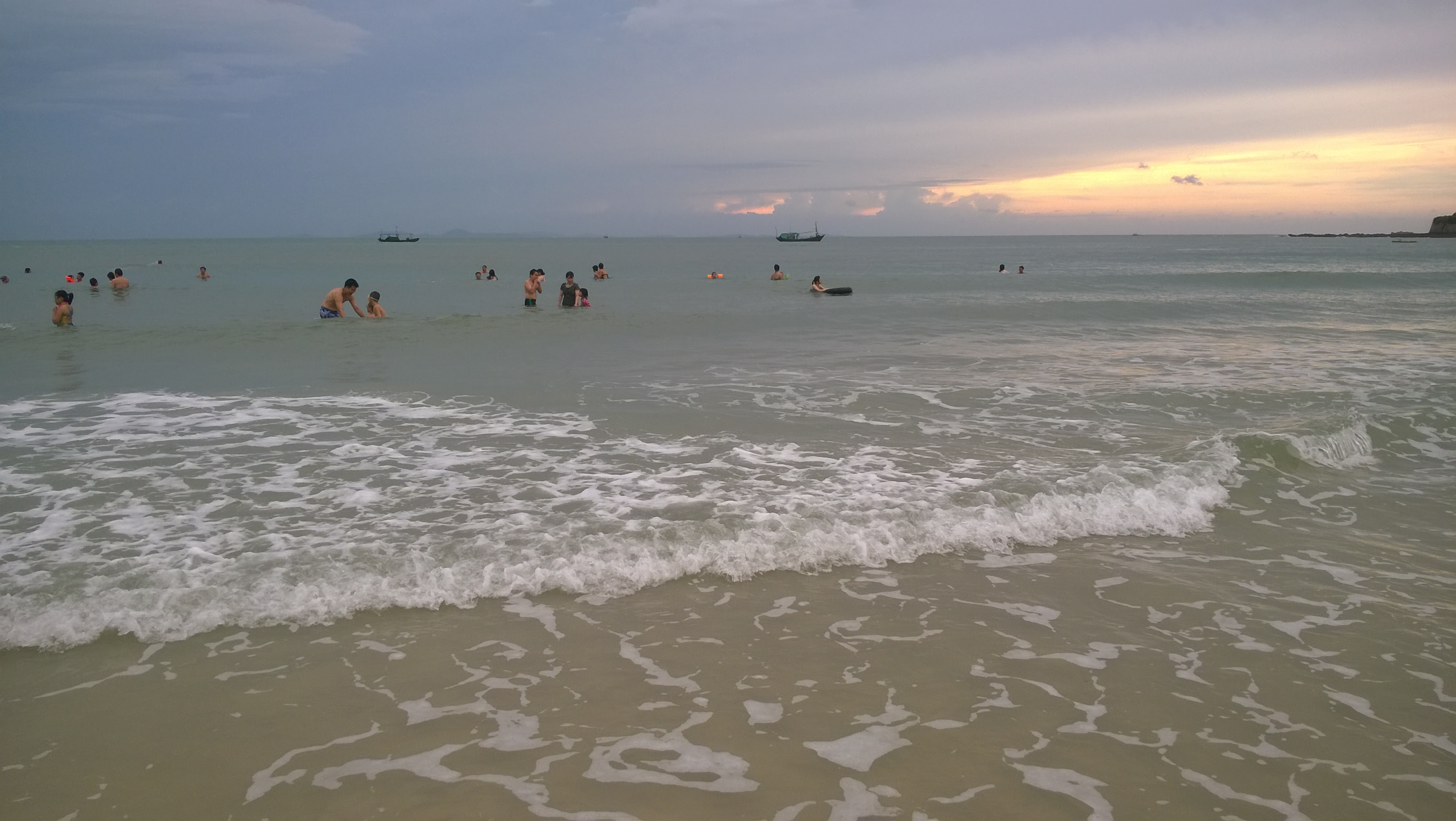
Cồn Nổi

### Rừng ngập mặn Kim Sơn
Rừng ngập mặn Kim Sơn (Ninh Bình) được chính phủ Việt Nam, Nhật Bản và Ban quản lý rừng phòng hộ Ninh Bình trồng từ năm 1995 với hai loại cây ban đầu là sú và vẹt. Hiện nay thì các loài cây chính của rừng là cây bần chua, cây đước, cây trang, cây mắm biển và cây bần trắng. Tổng diện tích rừng Kim Sơn gần 1300 ha, chủ yếu được trồng ở những bãi bồi ven biển. Với vai trò quan trọng trong việc bảo vệ thiên nhiên và đa dạng sinh học, nơi đây được UNESCO công nhận là khu dự trữ sinh quyển thế giới châu thổ sông Hồng. Bãi ngang Kim Sơn được Tổ chức BirdLife đánh giá là vùng đất ngập nước có tầm quan trọng ở vùng ven biển đồng bằng Bắc Bộ, được kiến nghị công nhận là khu Ramsar do đáp ứng các tiêu chí: tập trung nhiều kiểu đất ngập nước còn khá nguyên trạng đặc trưng cho vùng cửa sông ven biển Bắc Bộ, là nơi tập trung chim nước với số lượng gần 28.000 cá thể.
Việc bảo tồn đa dạng sinh học vùng lõi gắn liền với việc bảo tồn rừng ngập mặn và những bãi bồi ven biển, cửa sông. Không giống như các khu bảo tồn trong nội địa, vùng lõi trong khu dự trữ sinh quyển này vẫn thường xuyên chịu sức ép của việc khai thác và đánh bắt thủy sản. Rừng ngập mặn là nơi nuôi dưỡng sinh đẻ của các loài hải sản. Như một vườn ươm cho sự sống của biển, rừng ngập mặn cung cấp nguồn lợi thủy sản phong phú cùng với 500 loài động thực vật thủy sinh và cỏ biển cung cấp nhiều loài thủy hải sản có giá trị kinh tế cao như tôm, cua, cá biển, trai, sò,...
Từ năm 2002, khi phong trào nuôi tôm sú vùng bãi bồi phát triển mạnh, con người đã khai phá đất ven biển, chặt phá rừng phòng hộ để làm đầm trái phép. Trước thực trạng này, các ngành chức năng đã nghiên cứu các mô hình xây dựng rừng phòng hộ ven biển và các mô hình lâm ngư kết hợp. Nổi bật là các mô hình trồng rừng ngập mặn phòng hộ đê biển và trồng cây bờ bao do Viện Khoa học Lâm nghiệp Việt Nam nghiên cứu, triển khai.

### Hải đăng Cồn Mờ
Đài quan sát Cồn Mờ còn được gọi là Hải đăng Cồn Mờ, tọa lạc trên đảo Cồn Mờ thuộc vùng biển Ninh Bình, cách đảo Cồn Nổi 3 km về hướng Nam. Đài quan sát Cồn Mờ được xây dựng năm 2023 với kiến trúc chia thành 3 phần: đế, thân và tháp.
- Phần đế: mặt bằng hình bát giác, chu vi 86 m, đường kính 28 m, cao 2.4 m, là kho chứa hàng và bể chứa nước ngọt.
- Phần thân: mặt bằng hình bát giác, đường kính 18 m, gồm 2 tầng, mỗi tầng cao 3.6 m, đảm bảo chứa được 60 người bao gồm 10 chiến sĩ làm việc thường trực khi tránh bão.
- Phần tháp: mặt bằng hình bát giác, đường kính 9 m, gồm 3 tầng, mỗi tầng cao 3 m.

Ngoài chức năng định vị, dẫn đường cho tàu thuyền qua lại, hải đăng Cồn Mờ còn là ngọn đèn đánh dấu tọa độ bãi cạn, làm điểm tựa cho ngư dân Việt Nam khai thác, đánh bắt hải sản trong đêm tối giữa đại dương bao la.

## Giao thông
Huyện Kim Sơn có Quốc lộ 10 cũ, Quốc lộ 10 mới và Quốc lộ 21B đi xuyên ngang qua 11 xã ở phía Bắc. Quốc lộ 12B từ Cồn Nổi đi qua các xã phía Nam. Phía Bắc huyện có Tỉnh lộ 481D nối từ ngã ba Quy Hậu tới đò 10 sang Nam Định.
Hệ thống giao thông đường thủy rất thuận lợi với 2 tuyến quốc gia qua sông Đáy và sông Vạc. Các tuyến đường thủy khác qua sông Càn, sông Ân Giang, sông Vực, sông Cà Mau, sông Hoành Trực,...
Kim Sơn có các cảng và các bến đò đường thủy sau:
- Cảng Kim Đài: Tại Ngã ba sông Đáy và sông Vạc, thuộc xã Đồng Hướng.
- Cảng Phát Diệm: Nằm bên hữu sông Vạc, thuộc địa bàn thị trấn Phát Diệm.
- Cảng tổng hợp Kim Sơn: Xây dựng bên hữu sông Đáy, tại khu neo đậu tránh, trú bão (từ Kim Đông đến Kim Tân) huyện Kim Sơn, quy mô 500 tàu thuyền.
- Cảng biển Ninh Bình được xây dựng ở cửa sông Đáy và cồn Nổi
- Các bến cảng sông khác: bến cảng Trì Chính.

## Danh nhân
- Trần Đại Quang: Cố Chủ tịch nước Cộng hoà xã hội chủ nghĩa Việt Nam
- Trần Quốc Tỏ, Thượng tướng, Thứ trưởng Bộ Công an.
- Trung tướng Phạm Quốc Cương -Tư lệnh Bộ Tư lệnh Cảnh sát cơ động.
- Nghệ sĩ nhân dân Quốc Hương (1920-1987)

## Kết nghĩa
Huyện Đông Hải, tỉnh Bạc Liêu, Việt Nam.